# Dekasegi
Dekasegi (出稼ぎ, dekasegi) est un terme formé par l'union des mots japonais 出る (Deru, sortir) et 稼 (kasegu, travailler, faire de l'argent de travail), avec le sens littéraire « sortis pour gagner de l'argent » et désigne toute personne qui quitte sa patrie pour travailler temporairement dans une autre région ou un pays.
Ce sont généralement les Japonais-Brésiliens, Japonais-Péruviens, Japonais-Argentins mais aussi tous ceux qui émigrent vers le Japon, qu'ils aient ou non une ascendance japonaise.
Les Japonais dans Hokkaido qui migrent vers les grandes villes pour les entreprises - comme Tokyo et Osaka - sont également appelés dekasegi.
Dès la fin des années 1980, il y eut une inversion des flux migratoires entre le Brésil et le Japon. Les Brésiliens d'origine japonaise ou les conjoints ont commencé à immigrer au Japon à la recherche de meilleures possibilités d'emploi. Puis vint la communauté de dekasegis brésiliens au Japon.